# El Dorado (calcio)

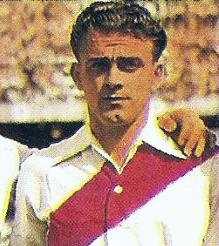
Alfredo Di Stéfano fu uno dei protagonisti dell'Eldorado: dal 1949 al 1953 giocò in Colombia per i Millonarios

Con il termine El Dorado si indica il periodo di maggior successo del calcio colombiano. Tra il 1949 e il 1954 molti giocatori di comprovata abilità e notorietà si trasferirono in Colombia, per giocare nel locale campionato di massima divisione.

## Storia
L'antefatto principale fu l'introduzione del professionismo, avvenuta nel 1948: diviene il primo campionato calcistico professionistico al mondo. Tra agosto e dicembre venne disputato il primo campionato nazionale, che terminò con la vittoria dell'Independiente Santa Fe. In seguito, la DIMAYOR decise di separarsi dalla Adefútbol, e la FIFA rispose sospendendola: in conseguenza a tale provvedimento, i salari non erano sottoposti a controllo diretto dalla federazione e gli indennizzi non erano regolamentati. Parallelamente, in Argentina ci fu uno sciopero dei calciatori, a cinque giornate dalla fine del campionato 1948, anche in seguito a uno scontro tra i vertici dell'Asociación del Fútbol Argentino e il presidente della Repubblica Juan Domingo Perón.
Alfonso Senior, presidente del Millonarios di Bogotà, con il supporto di Carlos Aldabe riuscì a portare un gran numero di giocatori alla sua squadra. Nel 1949 si tenne la seconda stagione del torneo calcistico colombiano, e tra i nuovi elementi vi erano Adolfo Pedernera, ex componente de La Máquina, René Pontoni, Néstor Rossi e Alfredo Di Stéfano, tra i più noti. Svariati calciatori argentini si accasarono in diversi club del paese andino, attirati anche dai salari più alti del calcio continentale, e di conseguenza si alzò sensibilmente il livello tecnico del campionato, che si trasformò nel migliore del Sudamerica. Oltre che dall'Argentina, il calcio colombiano esperì un massiccio esodo di giocatori da Perù, Uruguay e Brasile.
Anche alcuni giocatori europei raggiunsero la Colombia: tra essi, i britannici Billy Higgins, Charlie Mitten, George Mountford e Neil Franklin, l'italiano Luigi Di Franco, il lituano Vytautas Kriščiūnas, molti ungheresi tra cui Gyula Zsengellér, Béla Sárosi, Mihály Uram e László Szőke, e il cecoslovacco Jiří Hanke. Il presidente argentino Perón cercò di prendere contromisure, promulgando una legge che impedisse ai calciatori del suo Paese di lasciare la patria, ma essa venne aggirata: per esempio Julio Cozzi, che aveva preso accordi per giocare in Colombia a partire dal 1950, programmò le proprie nozze a Montevideo e, invece di fare ritorno in Argentina, andò in Colombia e si unì alla rosa del Millonarios. Quest'ultima società divenne una delle migliori squadre del mondo, vincendo quattro titoli dal 1949 al 1953. Nel 1951 la FIFA espulse la Colombia, che dunque rimase non affiliata ad alcuna federazione internazionale.

### Il Patto di Lima
Già nel marzo 1951 la DIMAYOR aveva cercato di riavvicinarsi alla FIFA, proibendo alle società affiliate di far firmare a giocatori stranieri dei contratti irregolari dal 23 marzo in poi. Cinque mesi dopo, la stessa DIMAYOR decise di autorizzare la firma dei contratti, a condizione, però, che essi venissero ufficialmente riconosciuti e depositati. Questo atto portò all'intervento di varie federazioni nazionali sudamericane (Argentina, Brasile, Paraguay ed Ecuador), che presero contatti con il presidente della Colombia Laureano Gómez Castro affinché operasse personalmente per cambiare la condizione della DIMAYOR. La stessa richiesta fu avanzata dalla commissione FIFA, che caldeggiò la ripresa dei dialoghi tra FIFA e DIMAYOR.
Grazie anche alla mediazione di Gómez Castro, le due parti si accordarono per incontrarsi in una riunione; a rappresentare la FIFA sarebbero stati Luís Aranha Freitas, presidente della CBD, e Luis Valenzuela Hermosillo, presidente della CSF, membri della commissione. La DIMAYOR contattò i propri affiliati e organizzò una riunione interna il 18 agosto a Cali, cui parteciparono 18 società. Tramite tale incontro si giunse alla nomina di una delegazione DIMAYOR formata dal sindaco di Bogotà Santiago Trujillo Gómez, Aníbal Aguirre Arias (presidente del Club Boca Juniors de Cali) e Alfonso Senior (presidente del Millonarios). Le due delegazioni, quella della FIFA e quella della DIMAYOR, si incontrarono a Bogotá, e la loro riunione durò a lungo, tanto che dovette svolgersi in due giornate; infine, giunsero a un accordo preliminare, in cui si stabiliva che i giocatori stranieri potessero rimanere in Colombia finché non fossero richiesti dalle società d'origine.
Seguirono poi altri incontri: l'11 settembre si tenne a Barranquilla un'assemblea generale della DIMAYOR. Dal 18 al 26 ottobre 1951 si svolse a Lima il Congresso della Confederación Sudamericana de Fútbol, la federazione continentale sudamericana: durante questo congresso fu infine sottoscritto il Patto di Lima, in cui la FIFA e la Federazione colombiana prendevano accordi per permettere il totale deflusso di giocatori con contratti irregolari entro la fine dell'anno: più precisamente, si stabilì la data del 15 ottobre 1954 quale termine ultimo per il rientro dei calciatori nelle federazioni nazionali d'origine; dal 16 ottobre essi sarebbero stati automaticamente reinviati nei loro Paesi, qualora non vi avessero già fatto ritorno. Così, nell'ottobre del 1954 ebbe termine il periodo di massimo splendore del calcio andino.

### Videografia
- Federico Ferri e Federico Buffa, Storie di Campioni - Buffa Racconta: Alfredo Di Stéfano, Sky Sport, 2015.